# Nothing but Love World Tour
Il Nothing but Love World Tour è stato l'ultimo tour mondiale della cantante statunitense Whitney Houston, prima della sua prematura scomparsa avvenuta l'11 febbraio 2012. 
È stato il suo primo tour solista dopo 10 anni di pausa, per promuovere il settimo album I Look to You. È al 36 posto nella classifica dei tour con maggiore incasso del 2010, avendo incassato oltre 36 milioni di dollari.

## Scaletta del tour
Russia
1. I Wanna Dance with Somebody (Who Loves Me)
2. How Will I Know
3. Exhale (Shoop Shoop)
4. I Didn't Know My Own Strength
5. My Love Is Your Love
6. Medley:
  - Saving All My Love for You
  - Greatest Love of All
  - All at Once
7. Tributo a Michael Jackson:
  - Man in the Mirror (contiene elementi di Missing You di Diana Ross)
8. I Will Always Love You
9. Medley: (eseguito dalle vocalists)
  - Revelation
  - Wanna Be Startin' Somethin'
  - I'm Every Woman
10. I Love the Lord
11. I Look to You

Encore:
1. Million Dollar Bill (Freemasons Radio Edit)

Asia/Australia
1. (Video introduttivo) (contiene elementi di "For the Lovers", "Queen of the Night", "I'm Every Woman" and "How Will I Know")
2. "For the Lovers"
3. "Nothin' But Love"
4. "I Didn't Know My Own Strength"
5. "My Love Is Your Love"
6. "Exhale (Shoop Shoop)"
7. "If I Told You That"
8. "It's Not Right but It's Okay"
9. "One Moment in Time" (Video)
10. "For the Love of You" (eseguita da Gary Houston)
11. "Queen of the Night" (eseguita da una vocalist)
12. Medley:
  - "Saving All My Love for You"
  - "Greatest Love of All"
  - "All at Once"
  - "I Learned from the Best"
13. "I Love the Lord"
14. Tributo a Michael Jackson:
  - "Missing You" (contiene elementi da "Wanna Be Startin' Somethin'" and "The Way You Make Me Feel")
15. "I Wanna Dance with Somebody (Who Loves Me)"
16. "How Will I Know"
17. "I Look to You"
18. "Step by Step"
19. "I Will Always Love You"

Encore:
Europa
1. (Video Introduttivo) (contiene elementi di "For the Lovers", "Queen of the Night" "I'm Every Woman" and "How Will I Know")
2. "For the Lovers"
3. "Nothin' But Love"
4. "I Look to You"
5. "My Love Is Your Love"
6. "It's Not Right but It's Okay" (contiene parti da "Like I Never Left")
7. "For the Love of You" (eseguita da Gary Houston)
8. "Queen of the Night" (eseguita da una vocalist)
9. "A Song For You"
10. Medley:
  - "Saving All My Love for You"
  - "Greatest Love of All"
  - "All at Once"
  - "I Learned from the Best"
11. "Step By Step"
12. "I Love the Lord"
13. "I Wanna Dance with Somebody (Who Loves Me)"
14. "How Will I Know"
15. "I Will Always Love You"

Encore:

## Artisti d’apertura
La seguente lista rappresenta il numero correlato agli artisti d'apertura nella tabella delle date del tour.
- Anthony Callea = 1
- Azaryah Davidson = 2
- Waylon = 3
- Alex Gardner = 4
- Karima = 5
- Marc Sway = 6
- Moto Boy = 7
- Axl Smith = 8

## Date
| Data             | Città                | Stato         | Luogo                           | Artisti d'apertura | Biglietti venduti / Biglietti disponibili | Incasso     |
| Europa           | Europa               | Europa        | Europa                          | Europa             | Europa                                    | Europa      |
| ---------------- | -------------------- | ------------- | ------------------------------- | ------------------ | ----------------------------------------- | ----------- |
| 9 dicembre 2009  | Mosca                | Russia        | Olimpiyskiy                     | N.D.               | N.D.                                      | N.D.        |
| 12 dicembre 2009 | San Pietroburgo      | Russia        | Palazzo del ghiaccio            | N.D.               | N.D.                                      | N.D.        |
| Asia             |                      |               |                                 |                    |                                           |             |
| 6 febbraio 2010  | Seul                 | Corea del Sud | Olympic Gymnastics Arena        | N.D.               | N.D.                                      | N.D.        |
| 7 febbraio 2010  | Seul                 | Corea del Sud | Olympic Gymnastics Arena        | N.D.               | N.D.                                      | N.D.        |
| 11 febbraio 2010 | Saitama              | Giappone      | Saitama Super Arena             | N.D.               | N.D.                                      | N.D.        |
| 13 febbraio 2010 | Saitama              | Giappone      | Saitama Super Arena             | N.D.               | N.D.                                      | N.D.        |
| 14 febbraio 2010 | Saitama              | Giappone      | Saitama Super Arena             | N.D.               |                                           |             |
| 17 febbraio 2010 | Osaka                | Giappone      | Osaka-jō Hall                   | N.D.               | N.D.                                      | N.D.        |
| 18 febbraio 2010 | Osaka                | Giappone      | Osaka-jō Hall                   | N.D.               | N.D.                                      | N.D.        |
| Oceania          |                      |               |                                 |                    |                                           |             |
| 22 febbraio 2010 | Brisbane             | Australia     | Entertainment Centre            | 1                  | 7.386 / 7.732                             | $1.083.980  |
| 24 febbraio 2010 | Sydney               | Australia     | Acer Arena                      | 1                  | 11.157 / 11.634                           | $1.610.830  |
| 27 febbraio 2010 | Pokolbin             | Australia     | Hope Estate Winery Amphitheatre | 1                  | N.D.                                      | N.D.        |
| 1º marzo 2010    | Melbourne            | Australia     | Rod Laver Arena                 | 1                  | 10.366 / 11.206                           | $1.375.490  |
| 4 marzo 2010     | Adelaide             | Australia     | Entertainment Centre            | 1                  | N.D.                                      | N.D.        |
| 6 marzo 2010     | Melbourne            | Australia     | MCEC Plenary Hall               | 1                  | N.D.                                      | N.D.        |
| Europa           |                      |               |                                 |                    |                                           |             |
| 13 aprile 2010   | Birmingham           | Regno Unito   | LG Arena                        | 2                  | N.D.                                      | N.D.        |
| 14 aprile 2010   | Nottingham           | Regno Unito   | Trent FM Arena                  | 2                  | N.D.                                      | N.D.        |
| 17 aprile 2010   | Dublino              | Irlanda       | The O2                          | 2                  | N.D.                                      | N.D.        |
| 18 aprile 2010   | Dublino              | Irlanda       | The O2                          | 2                  | N.D.                                      | N.D.        |
| 20 aprile 2010   | Dublino              | Irlanda       | The O2                          | 2                  | N.D.                                      | N.D.        |
| 22 aprile 2010   | Newcastle upon Tyne  | Regno Unito   | Metro Radio Arena               | 2                  | N.D.                                      | N.D.        |
| 25 aprile 2010   | Londra               | Regno Unito   | The O2 Arena                    | 2 ; 3              | 40.937 / 43.773                           | $5.271.620  |
| 26 aprile 2010   | Londra               | Regno Unito   | The O2 Arena                    | 2 ; 3              | 40.937 / 43.773                           | $5.271.620  |
| 28 aprile 2010   | Londra               | Regno Unito   | The O2 Arena                    | 2 ; 3              | 40.937 / 43.773                           | $5.271.620  |
| 1º maggio 2010   | Glasgow              | Regno Unito   | SEC Centre                      | 2 ; 4              | N.D.                                      | N.D.        |
| 3 maggio 2010    | Milano               | Italia        | Mediolanum Forum                | 2 ; 5              | N.D.                                      | N.D.        |
| 4 maggio 2010    | Roma                 | Italia        | PalaLottomatica                 | 2 ; 5              | N.D.                                      | N.D.        |
| 9 maggio 2010    | Zurigo               | Svizzera      | Hallenstadion                   | 2 ; 6              | N.D.                                      | N.D.        |
| 10 maggio 2010   | Ginevra              | Svizzera      | SEG Geneva Arena                | 2 ; 6              | N.D.                                      | N.D.        |
| 12 maggio 2010   | Berlino              | Germania      | O2 World Berlin                 | 2                  | N.D.                                      | N.D.        |
| 13 maggio 2010   | Lipsia               | Germania      | Arena Leipzig                   | 2                  | N.D.                                      | N.D.        |
| 16 maggio 2010   | Hannover             | Germania      | TUI Arena                       | 2                  | N.D.                                      | N.D.        |
| 17 maggio 2010   | Amburgo              | Germania      | O2 World Hamburg                | 2                  | 6.377 / 9.953                             | $527.352    |
| 19 maggio 2010   | Vienna               | Austria       | Wiener Stadthalle               | 2                  | N.D.                                      | N.D.        |
| 21 maggio 2010   | Monaco di Baviera    | Germania      | Olympiahalle                    | 2                  | N.D.                                      | N.D.        |
| 22 maggio 2010   | Stoccarda            | Germania      | Hanns-Martin-Schleyer-Halle     | 2                  | N.D.                                      | N.D.        |
| 24 maggio 2010   | Anversa              | Belgio        | Sportpaleis                     | 2                  | 11.629 / 12.399                           | $957.024    |
| 26 maggio 2010   | Oberhausen           | Germania      | König Pilsener Arena            | 2                  | N.D.                                      | N.D.        |
| 27 maggio 2010   | Norimberga           | Germania      | Arena Nürnberger                | 2                  | N.D.                                      | N.D.        |
| 29 maggio 2010   | Mannheim             | Germania      | SAP Arena                       | 2                  | N.D.                                      | N.D.        |
| 31 maggio 2010   | Francoforte sul Meno | Germania      | Festhalle Frankfurt             | 2                  | N.D.                                      | N.D.        |
| 3 giugno 2010    | Copenaghen           | Danimarca     | Forum Copenaghen                | 2                  | N.D.                                      | N.D.        |
| 4 giugno 2010    | Copenaghen           | Danimarca     | Forum Copenaghen                | 2                  | N.D.                                      | N.D.        |
| 6 giugno 2010    | Stavanger            | Norvegia      | Sørmarka Arena                  | 2                  | N.D.                                      | N.D.        |
| 8 giugno 2010    | Stoccolma            | Svezia        | Ericsson Globe                  | 2 ; 7              | N.D.                                      | N.D.        |
| 10 giugno 2010   | Helsinki             | Finlandia     | Hartwall Areena                 | 2 ; 8              | N.D.                                      | N.D.        |
| 16 giugno 2010   | Manchester           | Regno Unito   | Manchester Evening News Arena   | 2                  | 8.831 / 12.265                            | $1.087.150  |
| 17 giugno 2010   | Manchester           | Regno Unito   | Manchester Evening News Arena   | 2                  | 8.831 / 12.265                            | $1.087.150  |
| Totale           | Totale               | Totale        | Totale                          | Totale             | 86.683 / 108.692 (79,6%)                  | $11.913.446 |

### Cancellazioni
| 6 marzo 2010   | New Plymouth, Nuova Zelanda    | TSB Bowl of Brooklands               | Cancellata                                                |
| 6 marzo 2010   | Perth, Australia               | ME Bank Stadium                      | Cancellata                                                |
| 7 marzo 2010   | Perth, Australia               | ME Bank Stadium                      | Cancellata                                                |
| 6 aprile 2010  | Parigi, Francia                | Palais Omnisports de Paris-Bercy     | Inizialmente spostata al 1º giugno 2010 ma poi cancellata |
| 30 aprile 2010 | Santa Cruz de Tenerife, Spagna | El Recinto de la Autoridad Portuaria | Cancellata                                                |